# Nemo Lighting
Nemo S.r.l. (conosciuta anche come Nemo Lighting), fondata a Milano nel 1993 da Franco Cassina, è un’azienda di riferimento nel campo dell’illuminazione di design e di apparecchi di illuminotecnica per il settore architetturale, un nome che affonda le proprie radici in una storia di innovazioni che da sempre ha ispirato il design italiano e internazionale.
Di proprietà di Federico Palazzari, Nemo realizza la collezione “Masters”, una selezione unica di lampade progettate dai maestri del XX secolo come Le Corbusier, Charlotte Perriand, Vico Magistretti, Franco Albini e Kazuhide Takahama. Accanto a questi progetti Nemo si dedica anche alla realizzazione delle icone contemporanee collaborando con progettisti tra cui Mario Bellini, Jean Nouvel, Andrea Branzi, Bernhard Osann e Arihiro Miyake.
Nel 2020 acquisisce la storica azienda torinese di illuminotecnica ILTI Luce dal gruppo Signify Philips per portare avanti la ricerca di soluzioni innovative per l’illuminazione architetturale nei settori del museale, retail e outdoor.
Il percorso di crescita viene accelerato con l’acquisizione della quota di maggioranza di Reggiani Illuminazione, azienda storica nel settore illuminotecnico architetturale fondata in Brianza nel 1957: l’azienda accresce il proprio comparto di progettazione con un ulteriore potenziale di espansione e acquisisce un portafoglio di competenze riconosciuto a livello internazionale nel segmento chiave del retail high-end.

## Storia

### 1993

#### La prima idea
Nemo nasce nel 1993 per volontà di Franco Cassina, proprietario di Cassina S.p.A. Il progetto consiste nel creare un'azienda illuminotecnica in grado di offrire collezioni di illuminazione innovative e contemporanee, in linea con lo spirito di Cassina.

#### La prima fiera
I primi disegni di Nemo appartengono a Vico Magistretti, in seguito altri talenti internazionali contribuiscono ad ampliare la gamma, determinando da subito un'importante produzione di quelle che diventeranno in seguito icone del design italiano. Nel 1993 Nemo partecipa al Salone del Mobile e alle principali fiere internazionali, presentando nuove collezioni caratterizzate da una tecnologia avanzata.

### 1997 - 1999

#### Acquisizioni
Nel 1997 Nemo acquisisce Italiana Luce (PAF), produttrice di diversi prodotti classici: Colomba e Logo di Barbaglia e Colombo, Jazz di Porsche Design. Nel 1999, con l'acquisizione di Meltemi, Nemo entra nel settore Contract con le lampade in vetro soffiato.

### 2006

#### Acquisizione da parte del gruppo Poltrona Frau
A dicembre Nemo, insieme al Gruppo Cassina, è acquisita da Poltrona Frau S.p.a. formando il Gruppo Poltrona Frau. Il gruppo è quotato nella Borsa di Milano fino al febbraio 2014, quando è rilevato e ritirata dal gruppo statunitense Haworth.

### 2012

#### Una nuova direzione
Nel dicembre 2012, Omikron Design S.r.l., azienda milanese di illuminazione architetturale, guidata da Federico Palazzari, acquisisce la maggioranza di Nemo. Nato in Umbria, a Terni, e cresciuto a Roma da una famiglia di avvocati e produttori teatrali, Federico Palazzari ha frequenta la Scuola Navale "Francesco Morosini" di Venezia e si laurea in Giurisprudenza all'Università "La Sapienza" di Roma, iniziando a esercitare la professione di avvocato d'impresa e raggiungendo l'Asia, soprattutto il Vietnam e la Cina, fino ai 30 anni. Affascinato dal settore del design, torna a Milano e, iniziando con la progettazione e la produzione di illuminazione su misura, crea quello che oggi è il Gruppo Nemo.

### 2013

#### La collezione Masters
Nemo amplia la sua selezione di pezzi classici: la Masters collection, una selezione unica di lampade disegnate dai maestri del XX secolo come Le Corbusier, Charlotte Perriand, Vico Magistretti, Franco Albini e Kazuhide Takahama. Accanto a questi progetti, Nemo si dedica anche alla creazione di icone contemporanee collaborando con giovani designer.

#### Fusione aziendale
Omikron Design Milano, in qualità di società controllante di Nemo, si fonde con Nemo, dando vita al Gruppo Nemo.

#### Nemo France
Acquisizione del distributore francese Artelux e creazione della nuova filiale francese.

### 2014

#### 1° negozio monomarca a Milano
L'8 aprile 2014 si inaugura il flagship showroom Nemo in Corso Monforte a Milano.

### 2015

#### Mostra "La Luce"
Nemo lancia La Luce, una mostra-racconto che raccoglie per la prima volta le opere di illuminazione di Le Corbusier e Charlotte Perriand.

### 2018

#### 2° negozio monomarca a Parigi
Inaugurato il flagship showroom di Nemo in Rue de Bac, a Parigi.

#### Oltreoceano
Grazie all'acquisizione di Illuminating Experience, Nemo entra nel mercato statunitense ribattezzando Nemo USA la filiale nordamericana.

### 2019

#### ILTI Luce
Nemo presenta una selezione di prodotti architettuali e tecnici on-demand, pensata appositamente per i suoi partner commerciali.

#### Investimento in Zumtobel
Nemo aumenta l'investimento nel gruppo Zumtobel che porta l'azienda a detenere lo 0,5% del capitale sociale.

#### Il premio di eccellenza nel mercato italiano
Nemo riceve il premio Best Managed Companies Award 2019.
Nemo acquisisce uno spazio espositivo nel centro di Milano.

### 2020

#### ILTI Luce
Nemo acquisisce ILTI Luce dal Gruppo Signify.

### 2021

#### Slam
Nemo investe in una posizione di minoranza in Slam, azienda italiana leader nella produzione di abbigliamento da vela Premium dal 1971.

#### Nemo Unique
Nel 2021 Nemo lancia la sua prima piattaforma di e-commerce, NEMO UNIQUE, dedicata a esclusive edizioni limitate da collezione.

### 2022

#### Nemo, la prima azienda di design del mondo NFT
Nemo lancia due opere NFT realizzate da Luca Baldocchi di SodlabStudio, pioniere dei progetti di arte e design in 3D. Nemo diventa la prima azienda di design a investire in NFT con l'obiettivo di fondere costantemente nuovi paradigmi di tecnologia, arte e design.

#### Museo virtuale Nemo
Nemo inaugura il Nemo Virtual Museum con l'installazione NFT di Luca Baldocchi: NOT FOR TODAY. Baldocchi ripropone le icone NEMO in una veste metafisica ed espone opere digitali inedite nel nuovo metamuseo, il primo esperimento creato appositamente per l'esposizione e la fruizione interattiva di opere d'arte in versione digitale.

#### NFT, un elemento luminoso nella collezione Nemo
Le opere digitali del 3D Digital Artist Luca Baldocchi, esposte nel Nemo Virtual Museum, fanno parte della prima collezione Nemo di NFT.

#### Massimiliano Locatelli X Nemo Monforte
In un momento di continue tendenze e trasformazioni del mercato, Nemo si propone ancora una volta come incubatore di proposte ispirate all'uomo e ai suoi bisogni primari. Svelato nel nuovo concept di Nemo Monforte, un progetto di Locatelli & Partners, Nemo presenta due nuovi disegni di Le Corbusier e Charlotte Perriand e novità più contemporanee, che esprimono nuovi paradigmi di approcci illuminotecnici innovativi in spazi e metodi inesplorati.

#### Nemo Galerie Paris: nuova apertura
Nemo Galerie Paris riapre i battenti con una nuova sede progettata da Charles Kalpakian al 44 di rue du Bac. All'interno della galleria parigina vengono svelati i progetti più iconici delle ultime collezioni Nemo e ILTI Luce: soluzioni ad alte prestazioni con un'estetica unica, progettate per combinarsi tra loro, stabilendo una sinergia armoniosa tra stile e tecnologia.

#### Contract Atelier
Contract Atelier mira ad affiancare il cliente in un percorso personalizzato e a illustrare la natura complementare dell'offerta tra i vari marchi nella realizzazione di un progetto personalizzato e "chiavi in mano". Uno spazio contract innovativo in partnership con aziende di alto livello garantisce la completezza e la qualità del progetto finale e l'efficienza del servizio offerto. (AEG, Eco Contract, Gessi, Inda, Kaldewei, LG, Molteni&C, Viva)

### 2023

#### Enlightenment | Ron Gilad + Nemo
In occasione della Milano Design Week 2023, NEMO Lighting presenta Enlightenment: un progetto speciale di Ron Gilad che racconta l'esperienza paradossale della luce attraverso e oltre gli oggetti.

#### 3° negozio monomarca a Copenaghen
Nemo Lighting apre un nuovo showroom a Copenhagen in occasione dei 3daysofdesign e presenta per la prima volta nei Paesi nordici l'intera collezione "Masters".

#### Nemo Lighting rileva la maggioranza di Reggiani Illuminazione
Nemo Lighting completa l'acquisizione della maggioranza di Reggiani Illuminazione, azienda storica nel settore dell'illuminazione architettonica fondata in Brianza nel 1957. L'acquisizione contribuisce alla visione di Nemo di creare un polo industriale dell'illuminazione a guida italiana, iniziata nel 2020 con l'investimento in Ilti Luce, ora Nemo Studio.

## Branches, showrooms e uffici
- Nemo Head Office: Viale Monza, 16 20845 Sovico (MB), Italia
- Nemo USA: 625 Jersey Avenue, Unit 7 New Brunswick, NJ 08901
- Nemo France: 44, Rue du Bac, 75007 Parigi, Francia
- Nemo Monforte Milano: Corso Monforte 19/A,  20122 Milano, Italia
- Nemo Borgonuovo19: Via Borgonuovo 19, 20121 Milano, Italia
- Nemo Copenhagen: Store Kongensgade 118, 1264 København, Danimarca

## Promozione culturale
Nel 2013 Louis Vuitton, come una delle mostre satellite di Design Miami, ha realizzato un'installazione di "La maison au bord de l'eau" - una delle acclamate opere di Charlotte Perriand che non ha mai visto un'esecuzione fisica - esposta nel giardino sulla spiaggia del Raleigh Hotel di Miami Beach. L'Applique Cylindrique Longue e Petite e la Potence Pivotante erano incluse nel padiglione.
In ambito culturale Nemo Lighting si distingue per il supporto ad Artissima, principale fiera d'arte contemporanea in Italia, in qualità di sponsor dal 2016.
Dal 2015, Nemo promuove la mostra itinerante "La Luce", dedicata ai progetti di illuminazione di Charlotte Perriand e Le Corbusier. Dopo Milano, Ginevra e Parigi, la mostra è approdata nel 2019 alla Biennale di Saint-Etienne a Firminyi, all'interno della Chiesa di Saint-Pierre, progettata da Le Corbusier e situata nel "sito Firminy-Vert", patrimonio dell'UNESCO che ospita anche la Maison De la Culture, lo Stadio e l'Unité d'habitation.
Nel 2021 Triennale Milano, in collaborazione con Fondazione studio museo Vico Magistretti, ha celebrato l'architetto e designer milanese Vico Magistretti con una mostra monografica unica nel suo genere che ripercorre tutte le molteplici espressioni del suo lavoro. Tra la preziosa selezione dei suoi pezzi più iconici è esposta anche la lampada da tavolo KUTA.
"Charlotte Perriand: The Modern life" segna il 25º anniversario della prima mostra di Charlotte Perriand al Design Museum nel 1996. La mostra contiene molti pezzi iconici originali come mobili, schizzi, fotografie, album di ritagli e prototipi. Sono stati esposti gli originali Applique à Volet e Potence Pivotante, provenienti da collezioni private, e Potence Pivotante.
La Galleria Nazionale d'Arte Moderna e Contemporanea di Roma ha celebrato l'imprenditore Dino Gavina con una mostra unica nel suo genere, che accosta oggetti di design vintage e contemporaneo a capolavori creati da artisti e designer con cui Gavina ha sviluppato rapporti umani e professionali. Nemo ha avuto il piacere di partecipare alla mostra con SAORI di Kazuhide Takahama.

## Riconoscimenti
VIII PREMIO LISSONE DESIGN
- 2022 “Ara floor” (lampada, design Ilaria Marelli)

Wallpaper Design Awards
- 2020 "Neo" (lampada, design Bernhard Osann)[8]

Deloitte Best Managed Company
- 2019 "Nemo Lighting"[9]

Wallpaper Design Awards
- 2013 "The Projecteur 365" (lampada, design Le Corbusier)[10]

Good Design Award
- 2010 "Flight Linear" (lampada, design Roberto Paoli)

Segnalazione ADI (Compasso d'Oro)
- 2013 "Tru" (lampada, design Roberto Paoli)